# Karabin SIG-Sauer SSG 3000
Scharfschützen Gewehr 3000 (SSG 3000) – szwajcarski karabin wyborowy produkowany przez szwajcarską firmę Schweizerische Industrie-Gesellschaft (SIG) we współpracy z niemiecką filią tej firmy, zakładami JP Sauer und Sohn GmbH. Głęboka modernizacja karabinu SSG 2000 produkowana od połowy lat 90. XX wieku.
Podstawowe zmiany w stosunku do SSG 2000 to zastąpienie części drewnianych wykonanymi z tworzywa sztucznego, wprowadzenie dwójnogu, modernizacja zamka i powiększenie magazynka.
SSG 3000 jest bronią powtarzalną, z zamkiem czterotaktowym. Zasilanie ze stałego magazynka pięcionabojowego. Lufa zakończona urządzeniem wylotowym spełniającym funkcje tłumika płomieni, hamulca wylotowego, i osłabiacza podrzutu. Nad lufą można zamocować taśmę mirażową. Łoże i kolba z tworzywa sztucznego, kolba posiada regulowaną długość. Na kolbie umieszczono bakę (poduszkę podpoliczkową) o regulowanej wysokości. Pod przednią częścią łoża można zamocować dwójnóg. SSG 3000 nie posiada mechanicznych przyrządów celowniczych. Standardowo wyposażany jest w celownik optyczny Hensoldt 1,5-6x42.